# Liste des gouverneurs de l'Utah
Le gouverneur de l'Utah (en anglais : Governor of Utah) est le chef de la branche exécutive du gouvernement de l'État américain de l'Utah. Commandant en chef de ses forces militaires, le gouverneur a le devoir de faire respecter les lois de l'État, ainsi que le pouvoir d'approuver ou de opposer le veto aux projets de loi adoptés par la législature de l'Utah. Le gouverneur peut également convoquer la législature pour des sessions extraordinaires. Spencer Cox, membre du Parti républicain, exerce la fonction depuis le 4 janvier 2021.

## Système électoral
Le gouverneur de l'Utah est élu pour un mandat de quatre ans au scrutin uninominal majoritaire à un tour.

## Liste

### Territoire
Le territoire de l'Utah est organisé 9 septembre 1850 dans le cadre du compromis de 1850 englobant à peu près la moitié nord de l'éphémère État du Deseret. La nouvelle ne parvient pas à Salt Lake City avant janvier 1851. Les gouverneurs du territoire sont nommés par le président des États-Unis.
- Brigham Young (1850-1858), également président de l'Église de Jésus-Christ des saints des derniers jours
- Alfred Cumming (1858-1861)
- John W. Dawson (1861), démocrate/républicain
- Stephen Selwyn Harding (1862-1863), Parti libéral de l'Utah
- James Duane Doty (1863-1865), démocrate
- Charles Durkee (1865-1869), Parti du sol libre/républicain
- John Wilson Shaffer (1870)
- Vernon H. Vaughan (1870-1871)
- George Lemuel Woods (1871-1875), républicain
- Samuel Beach Axtell (1875), démocrate
- George W. Emery (1875-1880)
- Eli Houston Murray (1880-1886)
- Caleb Walton West (1886-1888)
- Arthur Lloyd Thomas (1889-1893)
- Caleb Walton West (1893-1896)

### État
L'État de l'Utah est admis dans l'Union le 4 janvier 1896. Le gouverneur est élu pour un mandat de quatre ans. La Constitution de l'Utah stipule à l'origine que, si le poste de gouverneur devait être vacant, le pouvoir en serait dévolu au secrétaire d'État, mais le poste de lieutenant-gouverneur est créé en 1976 et un amendement constitutionnel le consacre en 1980. Désormais, si le poste de gouverneur devient vacant au cours de la première année du mandat, le lieutenant-gouverneur devient gouverneur jusqu'à l'organisation d'une nouvelle élection ; s'il devient vacant après la première année du mandat, le lieutenant-gouverneur devient gouverneur pour le reste du mandat. Les postes de gouverneur et de lieutenant-gouverneur sont élus sur le même ticket. Le gouverneur de l'Utah est auparavant limité à trois mandats, mais toutes les lois limitant le nombre de mandats sont abrogées par la législature de l'Utah en 2003. L'Utah est l'un des rares États où les limites de mandats des gouverneurs ne sont pas déterminées par la constitution.
| No | Nom                          | Début de mandat | Fin de mandat | Parti | Parti       |
| -- | ---------------------------- | --------------- | ------------- | ----- | ----------- |
| 1  | Heber Manning Wells          | 1896            | 1905          |       | Républicain |
| 2  | John Christopher Cutler (en) | 1905            | 1909          |       | Républicain |
| 3  | William Spry (en)            | 1909            | 1917          |       | Républicain |
| 4  | Simon Bamberger (en)         | 1917            | 1921          |       | Démocrate   |
| 5  | Charles R. Mabey (en)        | 1921            | 1925          |       | Républicain |
| 6  | George Dern                  | 1925            | 1933          |       | Démocrate   |
| 7  | Henry H. Blood (en)          | 1933            | 1941          |       | Démocrate   |
| 8  | Herbert B. Maw (en)          | 1941            | 1949          |       | Démocrate   |
| 9  | J. Bracken Lee (en)          | 1949            | 1957          |       | Républicain |
| 10 | George Dewey Clyde           | 1957            | 1965          |       | Républicain |
| 11 | Calvin L. Rampton            | 1965            | 1977          |       | Démocrate   |
| 12 | Scott M. Matheson            | 1977            | 1985          |       | Démocrate   |
| 13 | Norman H. Bangerter          | 1985            | 1993          |       | Républicain |
| 14 | Michael Leavitt              | 1993            | 2003          |       | Républicain |
| 15 | Olene S. Walker              | 2003            | 2005          |       | Républicain |
| 16 | Jon Huntsman, Jr.            | 2005            | 2009          |       | Républicain |
| 17 | Gary Herbert                 | 2009            | 2021          |       | Républicain |
| 18 | Spencer Cox                  | 2021            | En cours      |       | Républicain |